# Mali Suvodol
Mali Suvodol (cyr. Мали Суводол) – wieś w Serbii, w okręgu pirockim, w mieście Pirot. W 2011 roku liczyła 251 mieszkańców.